# Valentin Paret-Peintre
Valentin Paret-Peintre, född 14 januari 2001 i Annemasse, är en fransk professionell landsvägscyklist. Hans äldre bror Aurélien är också tävlingscyklist.

## Karriär
Paret-Peintre har cyklat professionellt sedan 2022. Bland hans meriter kan en etappseger i Giro d'Italia år 2024 nämnas. År 2024 placerade han sig på en fjärdeplats i Tour of the Alps.